# Žalm 104
Žalm 104 („Dobrořeč, má duše, Hospodinu!“) je biblický žalm. V překladech, které číslují podle Septuaginty, se jedná o 103. žalm. Hebrejská předloha žalmu je bez nadpisku, ale Septuaginta včetně Vulgaty má tento: „Davidův.“ Podle některých vykladačů toto nadepsání znamená, že žalm byl určen pro krále z Davidova rodu. Žalm je považován za velký, přírodu opěvující chvalozpěv – Alexander von Humboldt jej dokonce označil za „nejvelkolepější popis přírody ve světové literatuře“.

## Užití v liturgii
V judaismu je žalm podle siduru recitován v rámci liturgie Borchi nafši (Žehnej duše má), a to po odpolední modlitbě o každém Šabatu v období mezi svátkem Sukot a Šabat ha-gadol. Spis Šimuš Tehilim („Užití Žalmů“), jehož autorem je zřejmě židovský učenec Chaj Ga'on (939–1038), navíc uvádí, že recitace 104. žalmu může být prospěšná tomu, kdo se potřebuje zbavit nějakého škůdce.